# Synagelides
Synagelides is een geslacht van spinnen uit de familie springspinnen (Salticidae).

## Soorten
De volgende soorten zijn bij het geslacht ingedeeld:
- Synagelides agoriformis Strand, 1906
- Synagelides annae Bohdanowicz, 1979
- Synagelides bagmaticus Logunov & Hereward, 2006
- Synagelides birmanicus Bohdanowicz, 1987
- Synagelides cavaleriei (Schenkel, 1963)
- Synagelides darjeelingus Logunov & Hereward, 2006
- Synagelides doisuthep Logunov & Hereward, 2006
- Synagelides gambosus Xie & Yin, 1990
- Synagelides gosainkundicus Bohdanowicz, 1987
- Synagelides hamatus Zhu et al., 2005
- Synagelides huangsangensis Peng et al., 1998
- Synagelides hubeiensis Peng & Li, 2008
- Synagelides kosi Logunov & Hereward, 2006
- Synagelides kualaensis Logunov & Hereward, 2006
- Synagelides lehtineni Logunov & Hereward, 2006
- Synagelides longus Song & Chai, 1992
- Synagelides lushanensis Xie & Yin, 1990
- Synagelides martensi Bohdanowicz, 1987
- Synagelides nepalensis Bohdanowicz, 1987
- Synagelides nishikawai Bohdanowicz, 1979
- Synagelides oleksiaki Bohdanowicz, 1987
- Synagelides palpalis Żabka, 1985
- Synagelides palpaloides Peng, Tso & Li, 2002
- Synagelides sumatranus Logunov & Hereward, 2006
- Synagelides tianmu Song, 1990
- Synagelides tukchensis Bohdanowicz, 1987
- Synagelides ullerensis Bohdanowicz, 1987
- Synagelides walesai Bohdanowicz, 1987
- Synagelides wangdicus Bohdanowicz, 1978
- Synagelides wuermlii Bohdanowicz, 1978
- Synagelides yunnan Song & Zhu, 1998
- Synagelides zebrus Peng & Li, 2008
- Synagelides zhaoi Peng, Li & Chen, 2003
- Synagelides zhilcovae Prószyński, 1979
- Synagelides zonatus Peng & Li, 2008